# Brucknerallee 192 (Mönchengladbach)

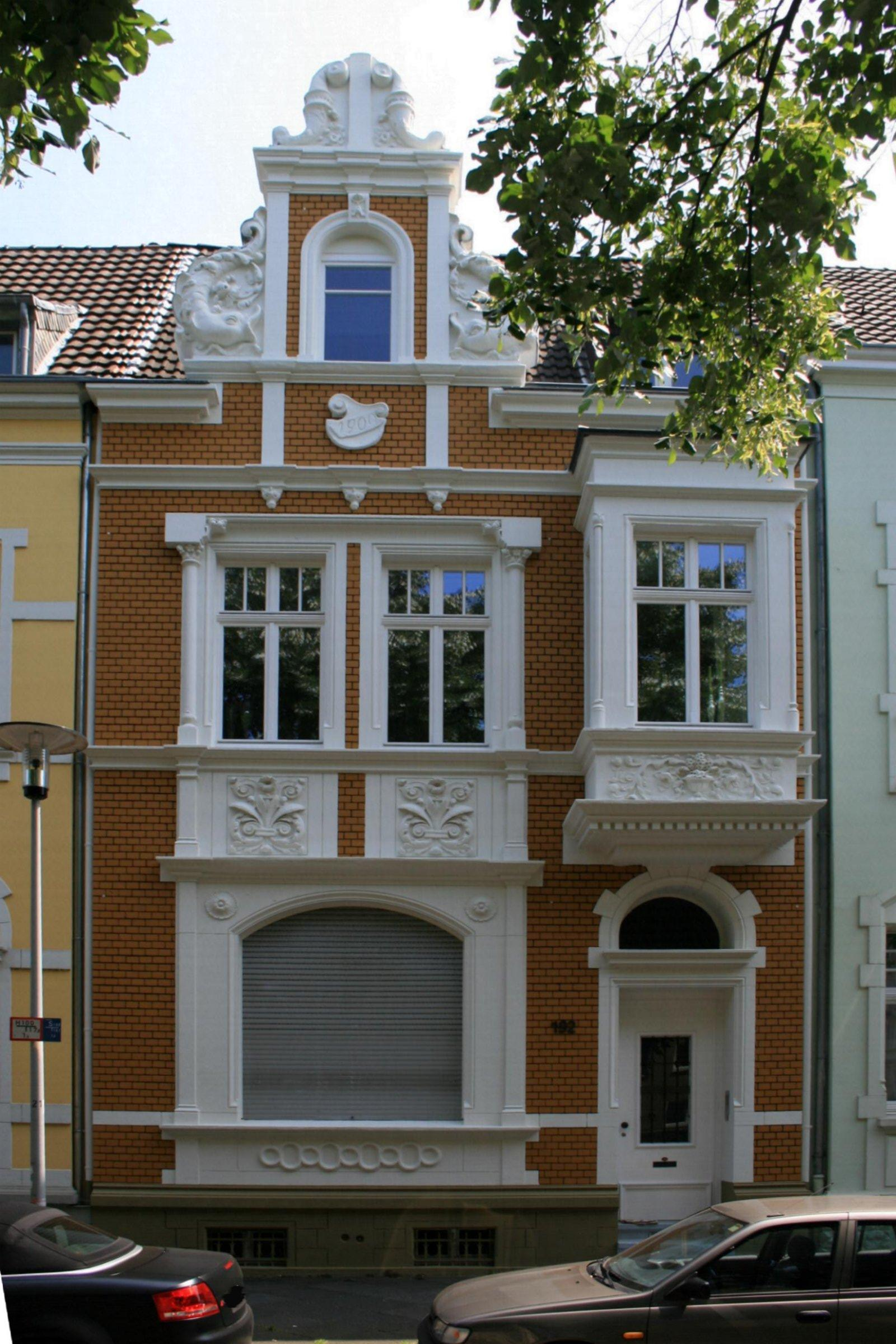
Wohnhaus (2010)

Das Wohnhaus Brucknerallee 192 steht im Stadtteil Grenzlandstadion in Mönchengladbach (Nordrhein-Westfalen).
Das Gebäude wurde 1900 erbaut. Es ist unter Nr. B 101 am 2. März 1989 in die Denkmalliste der Stadt Mönchengladbach eingetragen worden.

## Architektur
Dieses bürgerliche Wohnhaus ist als Teil einer geschlossenen und außerordentlich gut erhaltenen Gruppe (Nr. 176–196) historischen Stadthäuser zu betrachten. Das 1900 erbaute Wohnhaus ist ein zweieinhalbgeschossiges, zweiachsiges und traufständiges Gebäude. Erker, Giebel sowie die Stuckapplikationen sind typisch für den historischen Stil der Entstehungszeit.